# Basham Brothers
Basham Brothers is een professioneel worstelteam dat actief was in de World Wrestling Entertainment (WWE) en in de Total Nonstop Action Wrestling (TNA). Dit team bestaat uit Doug Basham en Danny Basham.

## In worstelen
- Afwerking bewegingen
  - Ball and Gag (Russian legsweep / Lariat combinatie)
  - Double Brain Damage (Aided chokebomb)
  - Inverted atomic drop (Danny) / Last Impression (Doug) combinatie
- Kenmerkende bewegingen
  - Double belly to back superplex
  - Meat Curtain
- Managers
  - Shaniqua - WWE
  - Amy Weber - WWE
  - Christy Hemme - TNA

## Kampioenschappen en prestaties
- Ohio Valley Wrestling
  - OVW Southern Tag Team Championship (1 keer)
- World Wrestling Entertainment
  - WWE Tag Team Championship (2 keer)